# Gemologie
Gemologia este știința care studiază, clasifică, evaluează și certifică pietrele prețioase după metode științifice și în condiții de laborator, fiind o ramură a mineralogiei. O parte dintre bijutieri sunt gemologi acreditați să identifice și să evalueze pietrele prețioase.
Standardele de clasificare a pietrelor prețioase se fac de către un gemolog după cele patru criterii de evaluare și clasificare internațională, mai precis:
1. Caratul – reprezintă greutatea diamantului
2. Claritatea – nivelele și felul incluziunilor din interiorul diamantului
3. Culoarea – paleta de culori și nuanțe ale diamantelor
4. Tăietura (cut) – tăierea proporțiile și simetria diamantului.[2]

## Istoric
O formă rudimentară de educație gemologică pentru bijutieri și gemologi a început în secolul al XIX-lea, însă primele calificări au fost acordate după ce Asociația Națională a Bijutierilor din Marea Britanie a instituit în 1908 un Comitet Gemologic special în acest scop. Treptat, acest comitet s-a dezvoltat, devenind Asociația Gemologică a Marii Britanii (cunoscută și sub numele Gem-A), astăzi o organizație educațională și caritabilă acreditată premiată, ale cărei cursuri sunt predate în întreaga lume. Primul american care a primit în 1929 o diplomă Gem-A a fost Robert Shipley. Tot el a fost cel care mai târziu a pus bazele Institutului Gemologic American și ale Asociației Bijutierilor Americani. Astăzi, la nivel mondial există numeroase școli profesionale precum și asociații gemologice ce oferă diverse cursuri de acreditare. 
Primul laborator gemologic special creat pentru comerțul cu bijuterii datează din 1925. Înființat la Londra, acesta a venit ca o necesitate în urma afluxului de “perle de cultură” și a progreselor înregistrate în procesul sintetizării rubinelor și a safirelor. Astăzi, există numeroase laboratoare gemologice în întreagă lume ce necesită echipamente de cea mai nouă generație precum și experiență avansată în vederea identificării noilor provocări – cum ar fi tratamentele aplicate pietrelor prețioase, noile produse sintetice sau alte materiale noi. 
Pietrele prețioase sunt clasificate în funcție de structura de cristal, greutate, index de refracție și alte proprietăți optice, cum ar fi pleocroismul. “Duritatea” unei pietre prețioase este stabilită în urma unei analize pe scala Mohs. 
Gemologii iau în calcul toți acești factori în timpul procesului de evaluare a pietrelor prețioase tăiate și șlefuite. Analizând la microscop structura internă a unei pietre prețioase, gemologii pot determina dacă această este naturală sau sintetică, în funcție de prezența sau absența incluziunilor naturale lichide. Cu ajutorul cristalelor exogene parțial topite, aceștia pot stabili de asemenea, dacă piatra respectivă a fost supusă unui tratament termic pentru sporirea intensității culorii. 
Analiză spectroscopică a pietrelor prețioase tăiate permite totodată gemologului să îi înțeleagă structura atomică și să îi identifice originea, aceasta fiind de altfel factorul major în evaluarea unei pietre prețioase. 
Spre exemplu, în comparație cu un rubin din Thailanda, un rubin din Burma va avea o dispersie optică, internă clară. 
Atunci când pietrele prețioase sunt sub formă brută, gemologul le analizează structura externă, elementele minerale și de bază ale pietrei, culoarea naturală și cea obținută în urmă șlefuirii. Inițial, piatra este identificată în funcție de culoare, indice de refracție, caracter optic, greutate, precum și în urma examinării caracteristicilor interne sub amplificare.

## Laboratoare gemologice
- European Gemological Laboratory (EGL) Arhivat în 30 iunie 2014, la Wayback Machine.
- Gemological Institute of America (GIA)
- Schweizerische Stiftung für Edelstein-Forschung (SSEF)
- American Gem Trade Association (AGTA),
- Laboratoire Français de Gemmologie (LFG)
- Gemmological Institute of India (GII)
- Asociația Centrul Gemologic Român